# Colțuri de București
Colțuri de București este un film românesc din 2013 regizat de Vlad Trandafir.